# Osiedle 650-lecia

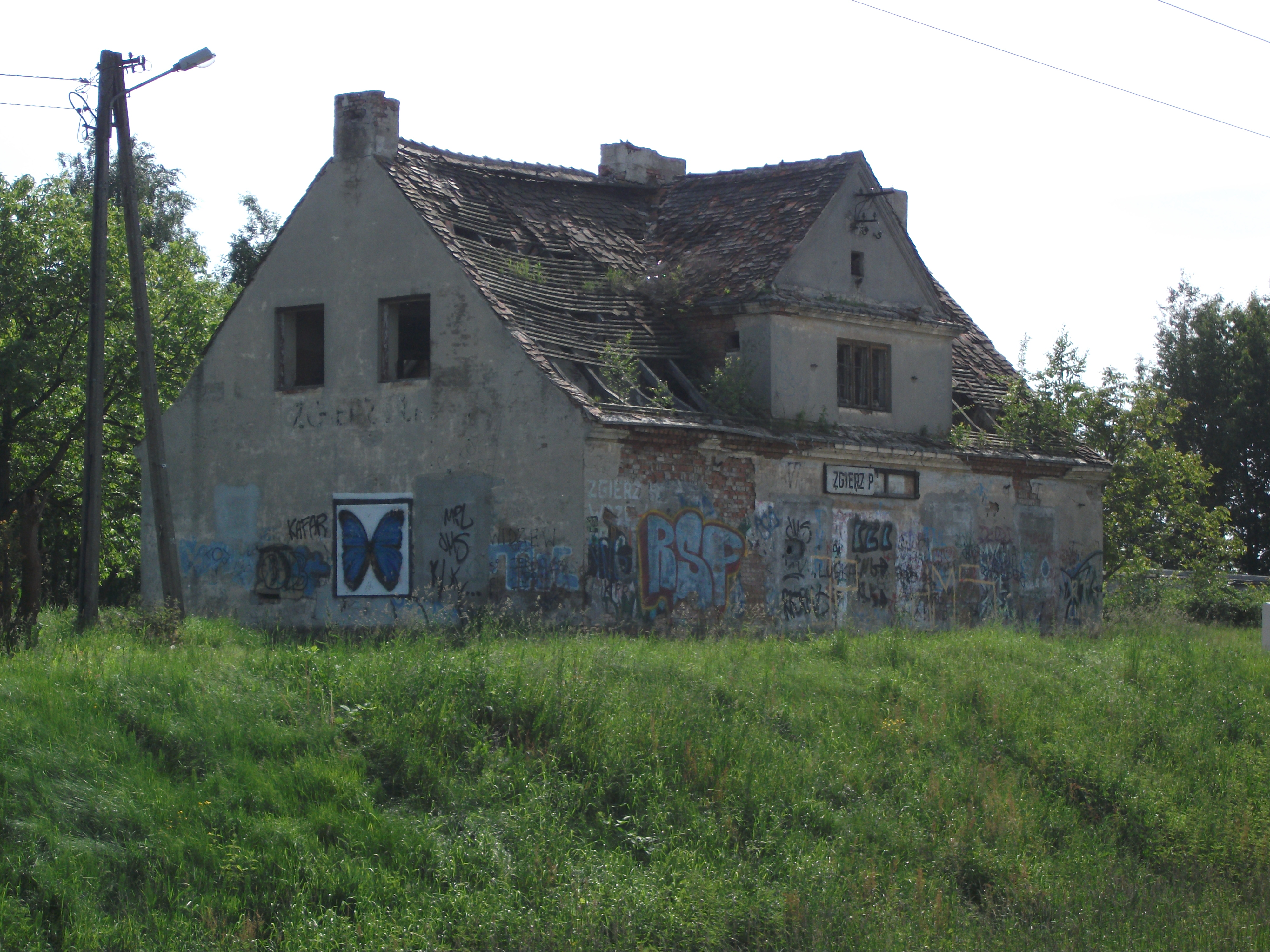
Nieistniejąca zabudowa przystanku kolejowego Zgierz Północ

Osiedle 650-lecia (Osiedle 650-lecia Zgierza) – osiedle mieszkaniowe oraz jednostka pomocnicza gminy w Zgierzu, położone w północno-zachodniej części miasta. Zamieszkuje je około 20 tysięcy ludzi.
Składa się głównie z czteropiętrowych bloków (około 150 budynków) oraz kilku dziesięciopiętrowych wieżowców.
Na terenie osiedla znajdują się między innymi:
- Szpital Wojewódzki im. Marii Skłodowskiej-Curie,
- skate park,
- główna zgierska krańcówka autobusowa Parzęczwska/Staffa,
- przystanek kolejowy Zgierz Północ,
- kościół Najświętszej Maryi Panny Różańcowej.

W pobliżu także las Krogulec z grobami żołnierzy z I wojny światowej.
Dojazd autobusami miejskimi: 1, 4, 5, 6, 7, 8 oraz łódzkim autobusem miejskim: 61.
W dalszej perspektywie są plany linii tramwajowej na osiedle 650-lecia.

## Lokalizacja
Na terenie osiedla ustanowiono jednostkę pomocniczą gminy osiedle 650-lecia.
Granica terytorium jednostka pomocnicza gminy biegnie od zbiegu zachodniego skraju ulicy Dalekiej i terenów PKP, szlaku kolejowego Zgierz – Kutno w kierunku wschodnim, linią łamaną wzdłuż terenów PKP, do wschodniego krańca zabudowy przystanku kolejowego Zgierz Północ, gdzie załamuje się w kierunku południowo-wschodnim i biegnie linią prostą do zbiegu ulic Gałczyńskiego i Bazylijskiej, w miejscu tym granica ta załamuje się w kierunku południowo-zachodnim i biegnie prostolinijnie do południowo-zachodniego narożnika cmentarza wojskowego przy ul. Parzęczewskiej, gdzie załamuje się w kierunku zachodnim i biegnie w kierunku zachodnim, wzdłuż północnej granicy cmentarza rzymskokatolickiego przy ul. Piotra Skargi do wschodniego skraju ul. Baczyńskiego, gdzie załamuje się w kierunku południowym i wschodnim skrajem ul. Baczyńskiego dochodzi do południowego zbiegu ul. Hożej, gdzie skręca w kierunku zachodnim i południowym brzegiem ul. Hożej i Tuwima biegnie do ul. Staffa, w tym miejscu załamuje się w kierunku północnym, zachodnim skrajem ul. Staffa dochodzi do ul. Jedlickiej, gdzie załamuje się w kierunku północno-zachodnim, dochodzi wzdłuż południowego skraju ul. Jedlickiej do zbiegu z ul. Cegielnianą, gdzie załamuje się w kierunku zachodnim i przechodzi linią prostą przez las Krogulec do ul. Dalekiej, gdzie załamuje się w kierunku północnym i biegnie zachodnim skrajem ul. Dalekiej na długości ok. 1050 m, obchodząc do terenów PKP szlaku kolejowego Zgierz – Kutno.

## Adres Rady Osiedla
Osiedle 650-lecia w Zgierzu
95-100 Zgierz, ul. Parzęczewska 38 bl. 3